# Рейл, Питер
Питер Рейл (англ. Peter H. (Hanns) Reill; 11 декабря 1938, Астория, Нью-Йорк — 18 августа 2019, Майами, Флорида) — американский историк, специалист по культурной и интеллектуальной истории Европы в эпоху Просвещения XVIII века, эмерит-профессор Калифорнийского университета в Лос-Анджелесе.
Его родители были эмигрантами из Германии. Окончил Brooklyn Technical High School и Нью-Йоркский университет (бакалавр, 1960). "Как и многие в его возрасте, он мечтал стать инженером и построить космический корабль, который смог бы оставить славу Спутника в пыли", - отмечалось в некрологе. Вместо чего, однако, займется историей. Степень доктора философии получил в Северо-Западном университете (1969). С 1966 года ассистент-профессор кафедры истории Калифорнийского университета в Лос-Анджелесе, с 1980 фул-профессор, в 1988—1991 завкафедрой. С 2011 в отставке, эмерит. Его особенно интересовал в исследуемый им период обмен идеями между Германией, Великобританией и Францией.
Автор Vitalizing Nature in the Enlightenment (2005) {Рец.: , }, ставшей его второй монографией. Также автор The German Enlightenment and the Rise of Historicism (1975), ставшей его первой монографией и посвящённой позднему Просвещению. Редактор What’s Left of Enlightenment? A Postmodern Question (2001), Wissenschaft als kulturelle Praxis, 1750—1900 (1999), Encyclopedia of Enlightenment (1996), Visions of Empire: Voyages, Botany, and Representations of Nature (Cambridge: Cambridge University Press, [1996] 2010, 370 p, ISBN 978-0-52117261-5) {Рец. Laurence Talairach-Vielmas}.
Остались жена и дочь, последняя - также историк Доминик Рейл. Его другом был Keith Michael Baker. Также одним из его самых ближайших друзей был Iván T. Berend.